# Varva

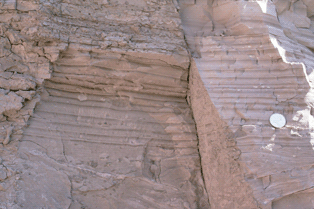
Varves del Plistocè en els penya-segats de Scarboro (Toronto, Ontario, Canadà). Les més gruixudes fan prop d'1,50 cm de gruix.

Una varva és una capa anual de sediment o roca sedimentària.
La paraula varva deriva del mot suec varv que inclou significats de revolució, en capes i cercle. El terme va aparèixer per primera vegada el 1862. Primer es va utilitzar per descriure capes de sediments en llacs glaciars però a partir de 1910 es fa servir per a qualsevol capa anual d'origen sedimentari.
Les varves serveixen per datar els terrenys i els canvis climàtics dins l'estratigrafia. Les varves de l'estany de Montcortès han estat estudiades per determinar canvis climàtics i de la vegetació durant milers d'anys.